# 夏威夷吸蜜鸟科
夏威夷吸蜜鸟科（学名：Mohoidae）是属于雀形目的一科已灭绝的吸蜜鸟。该科为夏威夷所特有，是鸟类中唯一一个在现代完全灭绝的科。
该科物种原先被划分为吸蜜鸟科。但基于DNA的系统发生学分析表明，夏威夷吸蜜鸟属（Moho）与鬓吸蜜鸟属（Chaetoptila）并不属于吸蜜鸟科，而是与太平鸟、棕榈䳭等的亲缘关系更近。其与吸蜜鸟科间的相拟性是趋同演化的一个例证。

## 分类
- †鬓吸蜜鸟属（Chaetoptila）
  - † 鬓吸蜜鸟（Chaetoptila angustipluma）
- † 夏威夷吸蜜鸟属（Moho）
  - † 欧胡吸蜜鸟（Moho apicalis）
  - † 监督吸蜜鸟（Moho bishopi）
  - † 奥亚吸蜜鸟（Moho braccatus）
  - † 夏威夷吸蜜鸟（Moho nobilis）

## 图片

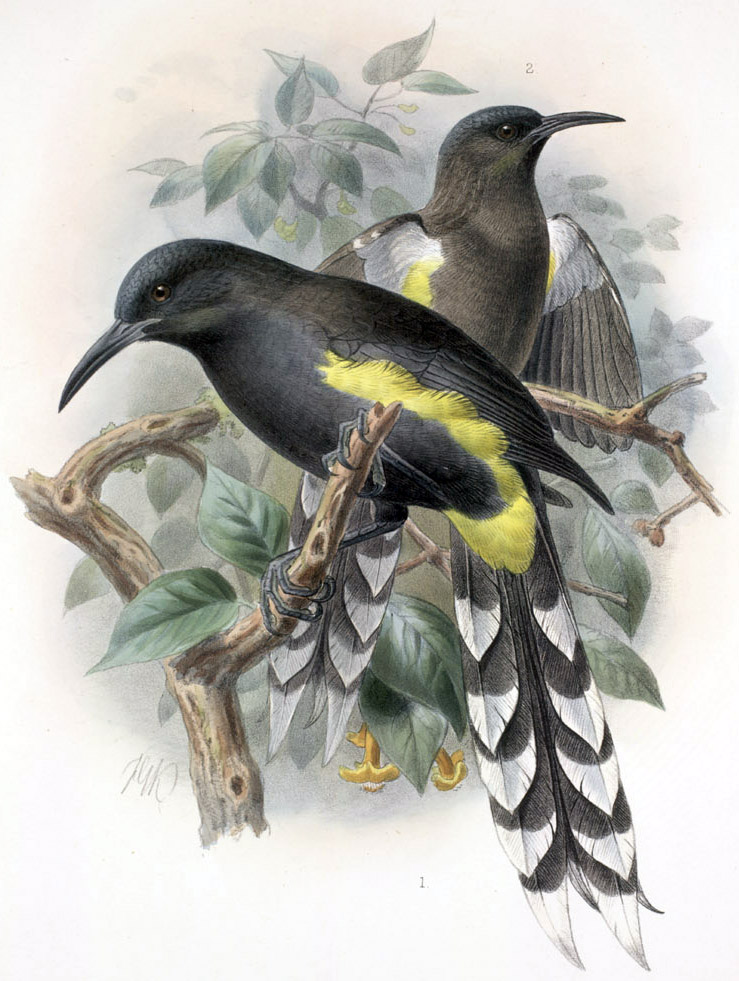
欧胡吸蜜鸟
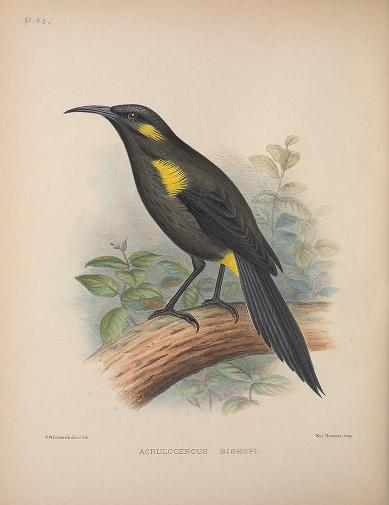
监督吸蜜鸟
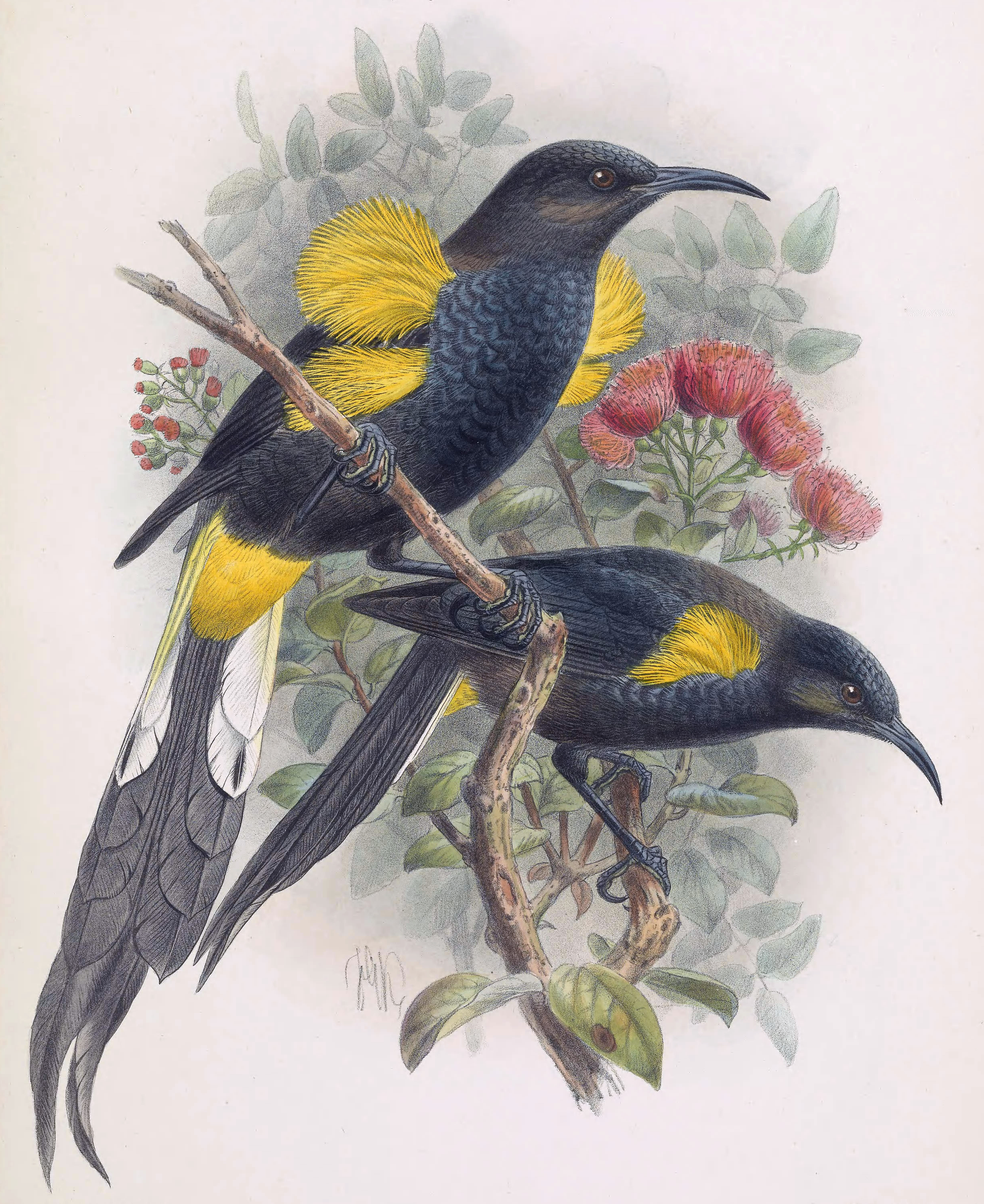
夏威夷吸蜜鸟
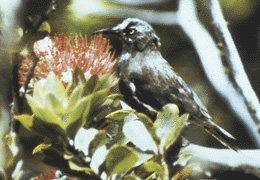
奥亚吸蜜鸟
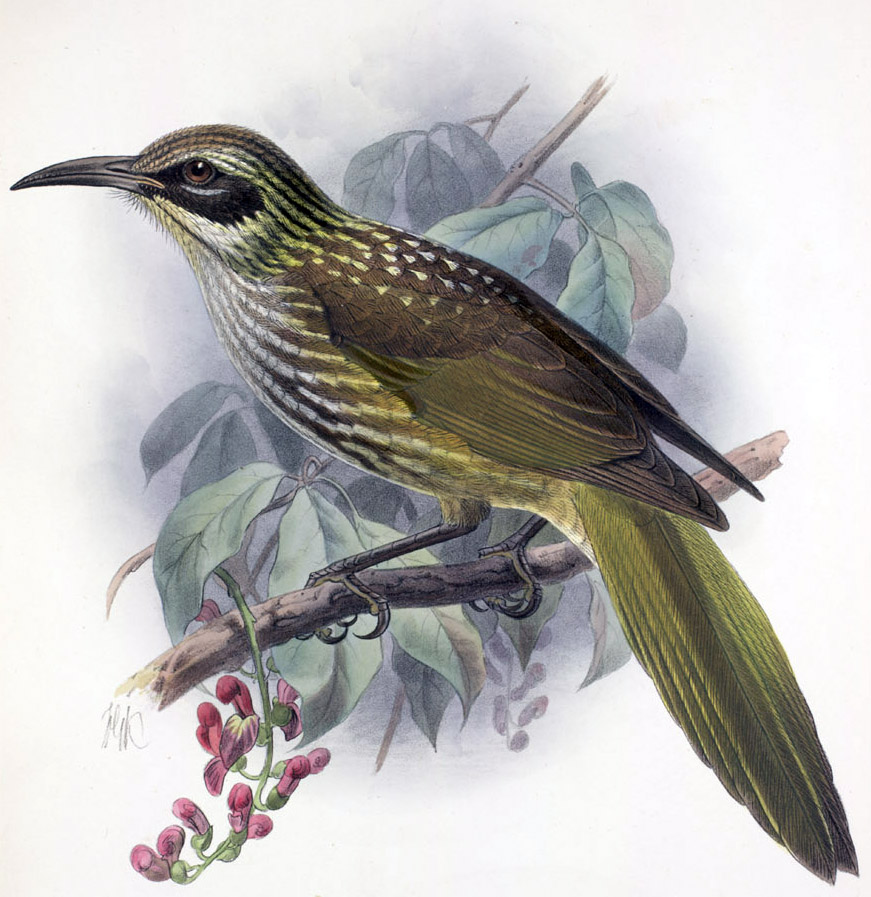
鬓吸蜜鸟